# Бељајка
Бељајка је насеље у Србији у општини Деспотовац у Поморавском округу. Према попису из 2022. било је 180 становника.
Овде се налазе Црква Рођења Богородице у Бељајки и Запис Вануцића крушка (Бељајка).

## Демографија
У насељу Бељајка живи 218 пунолетних становника, а просечна старост становништва износи 48,0 година (45,5 код мушкараца и 50,3 код жена). У насељу има 122 домаћинства, а просечан број чланова по домаћинству је 2,16.
Ово насеље је углавном насељено Србима (према попису из 2002. године), а у последња три пописа, примећен је пад у броју становника.
|  |

| Демографија | Демографија | Демографија |
| Година      | Становника  | Становника  |
| ----------- | ----------- | ----------- |
| 1948.       | 647         |             |
| 1953.       | 654         |             |
| 1961.       | 622         |             |
| 1971.       | 636         |             |
| 1981.       | 610         |             |
| 1991.       | 554         | 372         |
| 2002.       | 265         | 492         |

| Етнички састав према попису из 2002.‍ | Етнички састав према попису из 2002.‍ | Етнички састав према попису из 2002.‍ | Етнички састав према попису из 2002.‍ | Етнички састав према попису из 2002.‍ |
| ------------------------------------ | ------------------------------------ | ------------------------------------ | ------------------------------------ | ------------------------------------ |
|                                      |                                      |                                      |                                      |                                      |
| Срби                                 | Срби                                 |                                      | 182                                  | 68,67%                               |
| Власи                                | Власи                                |                                      | 67                                   | 25,28%                               |
| Македонци                            | Македонци                            |                                      | 1                                    | 0,37%                                |
| непознато                            | непознато                            |                                      | 1                                    | 0,37%                                |

| Година пописа     | 1948. | 1953. | 1961. | 1971. | 1981. | 1991. | 2002. |
| ----------------- | ----- | ----- | ----- | ----- | ----- | ----- | ----- |
| Број домаћинстава | 138   | 139   | 137   | 141   | 135   | 122   | 122   |

| Број чланова      | 1  | 2  | 3  | 4  | 5 | 6 | 7 | 8 | 9 | 10 и више | Просек |
| ----------------- | -- | -- | -- | -- | - | - | - | - | - | --------- | ------ |
| Број домаћинстава | 38 | 51 | 14 | 14 | 5 | 0 | 0 | 0 | 0 | 0         | 2,16   |

| Пол    | Укупно | Неожењен/Неудата | Ожењен/Удата | Удовац/Удовица | Разведен/Разведена | Непознато |
| ------ | ------ | ---------------- | ------------ | -------------- | ------------------ | --------- |
| Мушки  | 105    | 17               | 74           | 11             | 3                  | 0         |
| Женски | 124    | 12               | 74           | 31             | 7                  | 0         |
| УКУПНО | 229    | 29               | 148          | 42             | 10                 | 0         |

| Пол    | Укупно                    | Пољопривреда, лов и шумарство | Рибарство                            | Вађење руде и камена | Прерађивачка индустрија       |
| ------ | ------------------------- | ----------------------------- | ------------------------------------ | -------------------- | ----------------------------- |
| Мушки  | 77                        | 70                            | 0                                    | 1                    | 1                             |
| Женски | 84                        | 77                            | 0                                    | 0                    | 0                             |
| УКУПНО | 161                       | 147                           | 0                                    | 1                    | 1                             |
| Пол    | Производња и снабдевање   | Грађевинарство                | Трговина                             | Хотели и ресторани   | Саобраћај, складиштење и везе |
| Мушки  | 0                         | 0                             | 4                                    | 0                    | 0                             |
| Женски | 0                         | 0                             | 4                                    | 0                    | 0                             |
| УКУПНО | 0                         | 0                             | 8                                    | 0                    | 0                             |
| Пол    | Финансијско посредовање   | Некретнине                    | Државна управа и одбрана             | Образовање           | Здравствени и социјални рад   |
| Мушки  | 0                         | 1                             | 0                                    | 0                    | 0                             |
| Женски | 0                         | 0                             | 0                                    | 2                    | 0                             |
| УКУПНО | 0                         | 1                             | 0                                    | 2                    | 0                             |
| Пол    | Остале услужне активности | Приватна домаћинства          | Екстериторијалне организације и тела | Непознато            | Непознато                     |
| Мушки  | 0                         | 0                             | 0                                    | 0                    | 0                             |
| Женски | 0                         | 0                             | 0                                    | 1                    | 1                             |
| УКУПНО | 0                         | 0                             | 0                                    | 1                    | 1                             |